# 손문기

손문기(孫文基, 1963년~ )는 대한민국의 제3대 식품의약품안전처장을 역임한 공무원이다.

## 학력
- 경기고등학교 졸업
- 연세대학교 식품공학과 학사
- 럿거스대학교 대학원 식품공학 석사
- 럿거스대학교 대학원 식품공학 박사

## 경력
- 2005년 6월 ~ 2006년 10월: 보건복지부 식품정책과장
- 2006년 10월 ~ 2007년 3월: 국무조정실 식품안전기획단
- 2007년 3월 ~ 2007년 9월: 식품의약품안전청 식품본부 식품안전기준팀장
- 2007년 9월 ~ 2008년 8월: 식품의약품안전청 식품본부 식중독예방관리팀장
- 2008년 8월 ~ 2010년 3월: 식품의약품안전청 식품안전국 식품관리과장
- 2010년 3월 ~ 2010년 6월: 식품의약품안전청 식품안전국 식품안전정책과장
- 2010년 6월 ~ 2013년 2월: 식품의약품안전청 식품안전국장
- 2013년 2월 ~ 2014년 3월: 중앙공무원교육원 고위정책과정
- 2014년 3월 ~ 2015년 2월: 식품의약품안전처 소비자위해예방국 국장
- 2015년 2월 ~ 2015년 10월: 식품의약품안전처 농축수산물안전국 국장
- 2015년 10월 ~ 2016년 3월: 제3대 식품의약품안전처 차장
- 2016년 3월 ~ 2017년 7월: 제3대 식품의약품안전처장
- 2018년 4월 ~ : 경희대학교 식품생명공학과 전임교수
- 2021년 3월 ~ 2025년 3월: 롯데제과 사외이사
- 롯데제과 감사위원회 감사위원
- 롯데제과 보수위원회 보수위원
- 국무총리 규제혁신추진단 자문단 보건·의료 담당